# 9.ª Divisão de Infantaria Sul-Africana
A 9ª Divisão de Infantaria Sul-Africana (em inglês:  9 South African Infantry Division) foi uma divisão de armas combinadas do Exército Sul-Africano, ativa no início da década de 1990.

## História
A 9ª Divisão de Infantaria SA  foi criada em 1992 na Cidade do Cabo, quando o Exército SA abandonou a ordem de batalha convencional usada para divisões de campanha. A 9ª Divisão de Infantaria SA era uma mistura equilibrada de todas as armas e serviços necessários na guerra convencional moderna, com ênfase na mobilidade de longo alcance e grande poder de fogo.

### 71º Brigada Reestruturada como a 9ª Divisão
A racionalização da SADF no início da década de 1990 resultou na remodelação das suas brigadas em três divisões convencionais móveis compactas.
A 71ª Brigada Motorizada deixou de existir em 31 de dezembro de 1991 e foi incorporada na sua totalidade na nova 9ª Divisão de Infantaria Sul-Africana em 1º de janeiro de 1992. Essencialmente, a 71º Brigada Motorizada seria ampliada e transformada na nova Divisão, com quartel-general na Cidade do Cabo.

#### Recém-chegados
A nova Divisão adquiriu oficialmente o Regimento Simonsberg, a Artilharia da Guarnição do Cabo e o 7º Regimento Antiaéreo Leve sob seu comando nos dias 10, 11 e 12 de junho.
Estas unidades foram seguidas em 22 e 23 de outubro pelo Regimento Presidente Steyn, um regimento de tanques, o Regiment Groot Karoo e um batalhão de infantaria mecanizada. A 12ª Companhia Provost deveria ficar sob este comando em 1º de janeiro de 1992, data em que seria redesignada como 9ª Companhia Provost.
A Divisão agora tinha 19 unidades sob seu comando e também era afiliada ao 3º Grupo de Batalhão Médico.
A 9ª Divisão SA normalmente tinha:
- Regimentos de carros blindados.
- Batalhões de infantaria motorizados transportados em Buffels.
- Três regimentos de artilharia equipados com G5 ou G6 ou obuseiros de 140mm (5,5 polegadas).
- Dois regimentos antiaéreos armados com uma combinação de artilharia rebocada de 20mm e 35mm. No caso da 9ª Divisão, Artilharia da Guarnição do Cabo (35mm) e 7º Regimento Antiaéreo Leve (20mm).
- Um regimento de engenharia.
- Unidades de serviço de apoio necessárias.

#### Quartel-general
Em 1992, a sede da Divisão ficava em Castle e, em dezembro de 1992, mudou-se para Noordkamp Monte Vista.

### Exercícios
O primeiro exercício de formação da 9ª Divisão, "Genesis", foi realizado na Escola de Batalha do Exército de 6 a 17 de junho de 1992 e contou com a presença do elemento líder da Divisão.
Certas unidades da 9ª Divisão SA também foram desdobradas na função de contra-insurgência (COIN) durante 1992 e 1993.

### Dissolução
A Divisão foi efetivamente dissolvida em 1º de abril de 1997, quando suas antigas unidades passaram a fazer parte da 7ª Divisão de Infantaria Sul-Africana como a 75ª Brigada.

## Insígnia

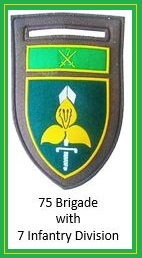
Insígnia de manga da 75ª Brigada da 7ª Divisão de Infantaria.

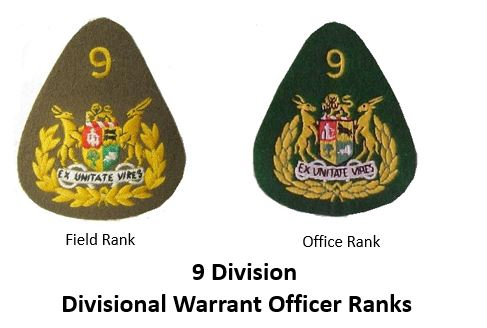
Insígnia de Suboficial (Warrant Officer) da 9ª Divisão da SADF.

O emblema da Formação da nova Divisão era único. A flor Disa Amarela do Cabo é muito escassa e é encontrada em apenas dois locais nas regiões superiores da Montanha da Mesa e Fonteintjiesberg, na região de Worcester.
A Disa simboliza a excelência que complementa o lema da Divisão - "Excellentia Vincimus" - que significa "Através da Excelência Conquistaremos". A espada também simboliza a competência e o estado de alerta da Divisão, mas também é uma espada da paz. As cores verde e dourada representam o esquema de cores tradicional do antílope Springbok.

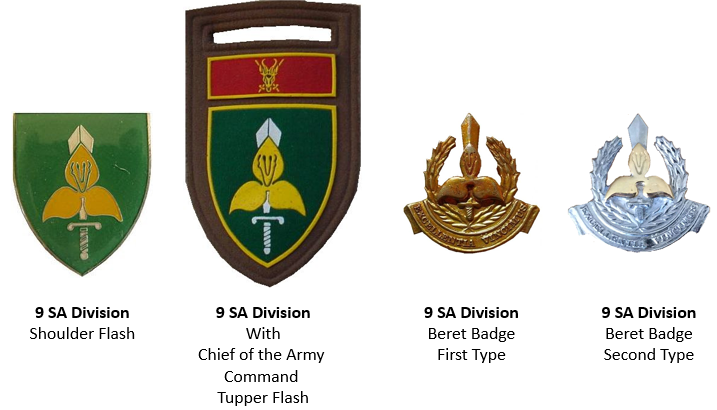
Insígnias da 9ª Divisão SA.

A Divisão realizou seu Desfile de Bandeiras em 20 de novembro de 1993 na Base Militar de Youngsfield.
- Insígnia de manda da 9ª Divisão sob o comando do Chefe do Comando do Exército.
- Insígnia de manga da 4ª Unidade de Manutenção.
- Insígnia de manga da Unidade Provost.
- Insígnia de manga do Regimento do Estado Livre.
- Insígnia do Regimento do Rio Orange.
- Insígnia da Artilharia da Guarnição do Cabo com a 9ª Divisão.
- Insígnia da Oficina Técnica da 9ª Divisão.
- Insígnia de manga do Regimento Presidente Steyn.
- Insígnia de manga do Regimento Groot Karoo.